# Біназарський сільський округ
Біназа́рський сільський округ (каз. Биназар ауылдық округі, рос. Биназарский сельский округ) — адміністративна одиниця у складі Мойинкумського району Жамбильської області Казахстану. Адміністративний центр — село Біназар.
Населення — 1296 осіб (2021; 1377 у 2009, 1300 у 1999, 1313 у 1989).
Станом на 1989 рік село Комінтерн перебувало у складі Комінтернівської сільської ради, з 1993 року існує окремо як Біназарська сільська адміністрація. 1997 року сільська адміністрація була ліквідована та увійшла до складу Бірліцького сільського округу, однак 2001 року був виділений Біназарський сільський округ. 2019 року до складу округу було включено 0,62 км² земель державного земельного фонду.